# Сарбрикен (округ)
Сарбрикен (нем. Saarbrücken)  је област у немачкој савезној држави  Сарланд која  има статус регионалне заједнице за разлику од остали пет области Сарланда који имају статус "округа" савезне државе Сарланд.
Седиште области је истоимени град Сарбрикен. Површина области је 411 km2 , и има  419,000 становника.

## Географија
Област се налаз на западу Немачке  и једним делом се граничи са Француском. Добила је свој назив по највећем и главном граду области - Сарбрикену. Кроз сред области протиче река Сар.

## Демографија
| Година | Становника | Извор |
| ------ | ---------- | ----- |
| 1974   | 389.700    | [ 1 ] |
| 1980   | 365.400    | [ 2 ] |
| 1990   | 361.400    | [ 3 ] |
| 2000   | 350.900    | [ 4 ] |
| 2010   | 332.333    |       |
| 2016   | 329.593    |       |

## Градови и општине
1. Сарбрикен  (175 305)
2. Фелклинген (39 655)
3. Питлинген (19 972)
4. Хојсвајлер (19 496)
5. Зулцбах  (17 491)
6. Ригелсберг (14 970)
7. Квиршид (13 677)
8. Клајнблитерсдорф (12 338)
9. Фридрихстал  (10 806)
10. Гросроселн (8542)

(30 јун 2010)

## Историја
Округ Сарбрикен је првобитно створен 1816. године. Тадашњи округ и град без округа Сарбрикен су спојени 1974. година, а ново административна јединица је добила назив "градске заједнице" Сарбрикен . Иако званично није округ, већина његових административних задатака је иста као и она у округу. 2007. године је област добила данашњи назив - Регионална заједница Сарбрикен.

## Грб
Предходни округ није имао свој грб, док садашња области користи грб који води порекло од грофова и кнежева Сарбрикена.

## Међународна сарадња
- округ Агриђенто [6]
- Кајсери[7]
- Округ Лихај [8]
- Малатија[9]

## Галерија
- Ludwigskirche у Сарбрикену
- Стари мост у Сарбрикену
- Стара зграда општине  у Фелклингену.
- Црква у Питлинген.